# 西里西亞自治省
西里西亞自治省（波蘭語：Województwo Śląskie）是波蘭第二共和國時期的一個自治省，位於該國西部。1938年時面積5,122平方公里，1939年人口1,533,500人（包括扎奧熱地區）。首府為卡托維茲，下分11縣。